# 禹洲集团
禹洲集团控股有限公司（港交所：1628，简称“禹洲集团”）是一家中國的房地產開發公司，成立於1994年，主要業務是發展住宅及商業物業，項目主要分佈於福建、北京和上海。
禹洲地產於2009年10月於香港進行公開招股，招股價介乎2.7至3.7港元，集資16.2億至22.2億元。禹洲地產最終招股價訂在2.7元，於2009年11月2日在香港交易所上市。
2013年4月5日，禹洲地產旗下間接全資附屬廈門禹洲與賣方楊素寶及吳木榮於4月3日訂立股權轉讓協議書，福建省正和鋼管作為擔保人，以代價6.12億元人民幣，向賣方收購漳州市瑞佳房地產開發有限公司的全部股權。
楊及吳現時分別持有瑞佳房地產開發的80.38%及19.62%股權，主要從事物業發展及管理業務。此外，瑞佳房地產開發已與漳州市國土資源局訂立國有建設用地使用權出讓合同，並已根據該合同取得地塊第2008G05號的土地使用權。
2014年8月29日，禹洲地產以3.738億元，涉及約3,453萬元印花稅，總收購代價達4.08億港元收購Great Bloom Holding Limited買入一項位於港島中環西半山區的物業堅道48號，計劃將項目重建為27層高的半山豪宅。堅道項目是禹洲地產首個在香港發展的項目。
2018年8月31日，華僑城（亞洲）全資附屬公司華昌國際以每股3.96港元，斥資18.24億港元購入禹洲地產4.6億股，認購完成後，禹洲地産股權架構将變為：林龍安及郭英蘭持有股權由62.15%降至56%；林聰輝持有股權由0.12%降至0.11%；其他公衆股東持有股權由37.73%降至33.99%；華僑城亞洲持有股權9.9%，成為禹洲地産第二大股東。
2018年底，禹洲地产牵手华侨城，引入央企华侨城（亚洲）缔结战略合作，华侨城（亚洲）成为禹洲第二大股东，双方在商业管理和文旅运营合作方面，存在极大想象空间。
2019年3月，禹洲地產以8.987億港元購入中環中心58樓。
2020年5月19日，禹洲地产获纳入恒生大中型股价值50指数及恒生大中型股价值偏向指数。此前，已获纳恒生中国高股息率指数。
2020年6月12日，禹洲地产举办上海-深圳双总部深圳总部入驻仪式,迎来了长三角+大湾区双总部的战略落地。粤港澳大湾区是中国经济最为发达的区域之一，将是新一轮经济增长的强引擎。禹洲集团正在努力抓住融入大湾区发展的机会。
2020年6月29日，禹洲地产股份有限公司（“禹洲地产”）发布公告，将公司名称由“禹洲地产股份有限公司”更改为“禹洲集团控股有限公司”，简称“禹洲集团”。《经济观察网》分析认为，该公司更名后谋求多元化发展、布局全国的路径进一步明晰。

## 外部連結
- 禹洲地產公司網站 （页面存档备份，存于）